# 王子扬 (楚国)
王子扬（?—?），中国春秋时期楚国的公子，楚穆王的儿子，楚庄王、子重、子反、子辛的兄弟。他的后代为阳氏，他的孙子子瑕（阳匄）是楚平王的令尹。

## 子
- 尹，令尹之父
  - 阳匄，令尹
    - 阳令终，阳匄子
    - 阳完，阳匄子
    - 阳佗，阳匄子